# بلسكي
البلسكي (الإسم العلمي:Asphodelus macrocarpus)، نبات سنوي دقيق الساق، له بعض الإستعمالات الطبية.

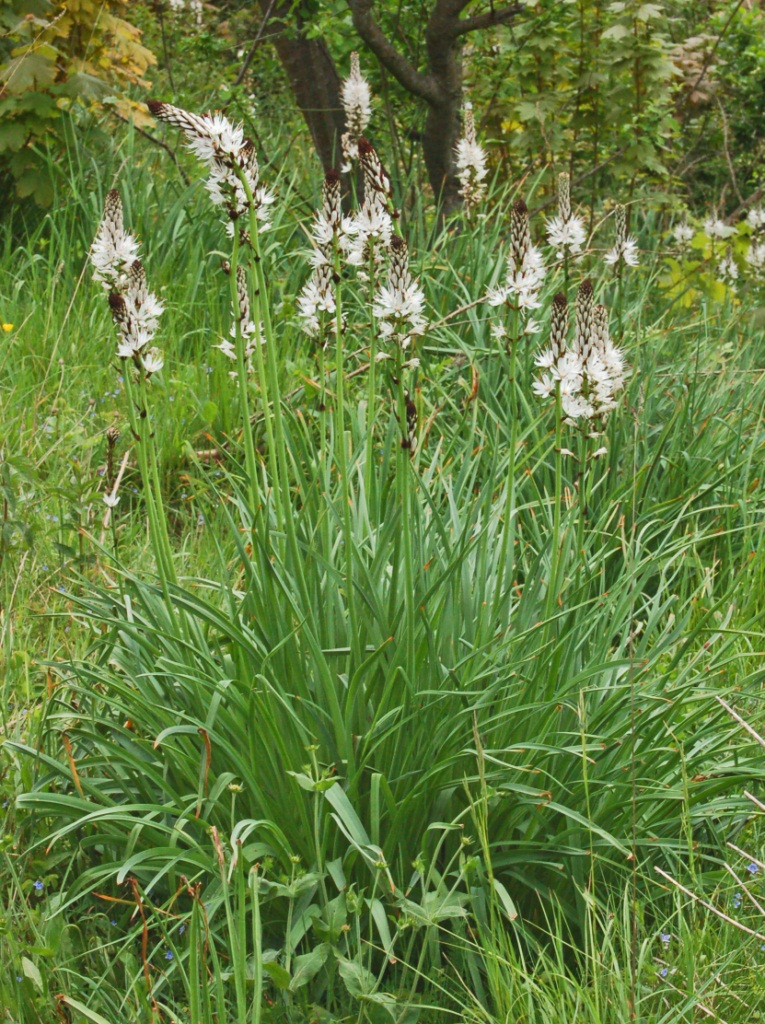
نبات بلسكي أو حب الصبيان

## الأسماءالشائعة
- اللصيقي
- مصفى الرعيان
- الودود
- الفوة البرانية
- حب الصبيان

## الموطن
ينمو في أطراف الغابات والسياجات وبين الأشواك في المناطق المتوسطة الإرتفاع.

## وصفه
نبات سنوي له ساق طويل يرتفع من 20 إلى 150 سنتمتر، وهو من النوع المتسلّقز شكله مربع فيه أبر عند الزوايا وله أوراق على شكل دورات، وبين اوراقه نجد زهورا بيضاء صغيرة.

## في الطب القديم
استعمل قديما كعقار للعلاج من لدغة الأفعى، ووجع الأذن.

## المواد الفعّالة
- أسبيرولين
- حمض اليمون
- ملوّن
- نشاء
- حمض غاليك